# Satoshi Iwabuchi
Pour les articles homonymes, voir Iwabuchi.
Satoshi Iwabuchi (岩渕 聡, Iwabuchi Satoshi), né le 7 octobre 1975 à Chigasaki dans la préfecture de Kanagawa, est un ancien joueur de tennis professionnel japonais.

## Carrière
Il a joué la plupart de ses matchs sur le circuit Future où il a remporté 27 tournois dont 20 en simple, et Challenger où il a glané un titre en simple (Tasmanie en 2003) et 7 en double.
En 14 participations à l'Open du Japon, il a atteint les quarts de finale en double en 1997 et 2006, les demi-finales en 2003 et 2009 et la finale en 2005, qu'il remporte aux côtés de son compatriote Takao Suzuki. En simple, il a atteint à trois reprises le deuxième tour. Il est aussi huitième de finaliste à Pékin en 2006.
Il a joué 22 matchs au sein de l'équipe du Japon de Coupe Davis, essentiellement en double dans le groupe I de la zone Asie/Océanie. En 2007, il a remporté un match en barrages du groupe mondial contre la Roumanie. En 2017, il remplace Minoru Ueda en tant que capitaine de l'équipe.

## Palmarès

### Titre en double messieurs
| No | Date       | Nom et lieu du tournoi             | Catégorie   | Dotation  | Surface    | Partenaire   | Finalistes               | Score       |          |
| -- | ---------- | ---------------------------------- | ----------- | --------- | ---------- | ------------ | ------------------------ | ----------- | -------- |
| 1  | 03-10-2005 | AIG Japan Open Championships Tokyo | Series Gold | 665 000 $ | Dur (ext.) | Takao Suzuki | Simon Aspelin Todd Perry | 5-43, 5-413 | Parcours |

## Parcours dans les tournois duGrand Chelem

### En double
| Année | Open d'Australie          | Open d'Australie     | Internationaux de France | Internationaux de France | Wimbledon               | Wimbledon        | US Open | US Open |
| ----- | ------------------------- | -------------------- | ------------------------ | ------------------------ | ----------------------- | ---------------- | ------- | ------- |
| 2000  | —                         | —                    | —                        | —                        | 1er tour (1/32) N. Behr | J. Oncins C. Suk | —       | —       |
| 2006  | 1er tour (1/32) T. Suzuki | F. López F. Verdasco | —                        | —                        | —                       | —                | —       | —       |

N.B. : le nom du ou de la partenaire se trouve sous le résultat ; le nom des ultimes adversaires se trouve à droite.